# Policarpo Paz García
Policarpo Juan Paz García (ur. 7 grudnia 1932, zm. 16 kwietnia 2000) – generał armii Hondurasu, polityk, uczestnik obalania Osvalda Lópeza Arellano w 1975. W 1978 obalił jego następcę, Juana Alberto Melgara, i stał na czele państwa jako prezydent od 7 sierpnia 1978 do 27 stycznia 1982 (początkowo jako szef junty wojskowej). Sprawował rządy dyktatorskie.